# 洛山站
洛山站（韓語：락산역）是朝鮮民主主義人民共和國咸镜北道清津市青岩区域洛山洞的一個鐵路車站，属于平罗线。

## 邻近车站
平羅線
觀海站 - 洛山站 - 方津站